# DGCA
DGCA（ディージーシーエー）は、データ圧縮およびアーカイブの形式、もしくはそのファイル形式を取り扱うソフトウェアの名称。DGCAはDigital G Codec Archiverの略称とされる。通称でじこアーカイバ。開発者はGCA形式と同じ鶴田真一。

## 概要
GCA（G Compression Archiver）の後継とされるアーカイブフォーマット。圧縮性能は非常に高く、7-ZipやRAR等の圧縮形式と比べても、ほぼ同等の圧縮率を有する。また、書庫にリカバリレコードを付加する事も可能である。対応しているOSは、Windows95/98/Me/NT/2000/XP。
基本的な圧縮・展開処理の他にも、破損ファイルの修復や隠蔽、Unicodeファイル名対応など数多くの付加的な機能を備えており、GCAの欠点がほぼ解消されていることも特徴である。